# Laia Ortiz
Laia Ortiz Castellví (Barcelona, 26 de abril de 1979) es una politóloga y política española. Es la presidenta de la Comisión de Control Económico y Financiero de Esquerra Verda. Desde junio de 2015 hasta junio de 2019 fue segunda teniente de alcalde del Ayuntamiento de Barcelona, donde se encargó de Derechos Sociales. Fue portavoz nacional y secretaria de Relaciones Políticas de Iniciativa per Catalunya Verds.  Ha sido diputada por Iniciativa per Catalunya Verds en el Parlamento de Cataluña (2006-2012) y en la X legislatura del Congreso de Diputados en el grupo de La Izquierda Plural, donde han destacado su trabajo en iniciativas a favor de las energías renovables, contra la pobreza energética y por el desarrollo, siendo distinguida con el Premio Avizor 2012.

## Biografía
Vecina del barrio de San Andrés de Palomar de Barcelona, su madre ha trabajado como maestra en una escuela en una de las zonas con menor renta per cápita de la Barcelona. Es Licenciada en Ciencias Políticas y de la Administración por la Universidad Pompeu Fabra, y está a una asignatura de terminar Ciencias Económicas en la Universidad de Barcelona. Ha trabajado como teleoperadora, encuestadora y en restaurantes de comida rápida. En 2005 se incorpora como analista en políticas públicas de género en el Instituto de Ciencias Políticas y Sociales. En el año 2006 es elegida diputada al Parlamento de Cataluña.

## Trayectoria política
Afiliada a Joves d’Esquerra Verda (JEV) en 1999 y a Iniciativa per Catalunya Verds en 2003. Implicarse más en política fue el revulsivo a la mayoría absoluta del PP liderado por José María Aznar cuenta en alguna de sus entrevistas.
De 2002 a 2004 ha sido coordinadora de Joves d'Esquerra Verda y coordinadora técnica de Dones amb Iniciativa. Ha sido miembro de la comisión permanente de Dones amb Iniciativa (2003-2005), responsable de impulsar el European Green Gender Observatory (2004) responsable de Dona Jove de Joves d'Esquerra Verda i concejala de distrito de San Andrés (Mujeres y Medioambiente). 
A los 21 años, en el año 2006 es elegida diputada por Barcelona en el Parlament de Catalunya, escaño que ocupó hasta 2012.
Desde el año 2011 hasta 2015 fue diputada al Congreso de Diputados por Iniciativa per Catalunya Verds-Esquerra Unida i Alternativa,  adscrita al Grupo Parlamentario de La Izquierda Plural del que ha sido portavoz de energía, cooperación, Medio Ambiente y Cambio Climático. Entre sus intervenciones en el Congreso está la de llevar por primera vez una iniciativa contra la pobreza energética, actuación por la que recibió el Premio Avizor 2012 de la Fundación Salvador Soler.
El 14 de abril de 2015 deja su escaño de diputada para incorporarse a la campaña de las elecciones municipales de mayo de 2015 como número tres de la lista de Barcelona en Comú que lidera Ada Colau. Es sustituida en el Congreso de Diputados por Josep Pérez Moya.
Fue la 2ª Teniente de Alcalde del Ayuntamiento de Barcelona dedicada a derechos sociales entre junio de 2015 y junio de 2019.
En enero de 2019 anunció sus intenciones de no presentarse como candidata en las elecciones municipales de 2019 y de retirarse de la primera línea política.
Tras la refundación de ICV en Esquerra Verda en 2021, Laia Ortiz ocupa la presidencia de su Comisión de Control Económico y Financiero.

## Otras actividades
Ha sido jugadora de la Federación Catalana de Básquet de 1992 a 2006.

## Premios
- 2012: Premio Avizor de la Fundación Salvador Soler, por su labor a favor del desarrollo humano y la lucha contra la pobreza.[6]